# Rogliano (Cosença)
Rogliano é uma comuna italiana da região da Calábria, província de Cosença, com cerca de 5.860 habitantes. Estende-se por uma área de 41 km², tendo uma densidade populacional de 143 hab/km². Faz fronteira com Aprigliano, Marzi, Parenti, Santo Stefano di Rogliano.

## Demografia
| Variação demográfica do município entre 1861 e 2011                               |
|                                                                                   |
| Fonte: Istituto Nazionale di Statistica (ISTAT) - Elaboração gráfica da Wikipedia |